# Angelina o el honor de un brigadier
Angelina o el honor de un brigadier (un drama en 1880) es una obra de teatro en tres actos y en verso de Enrique Jardiel Poncela. Fue estrenada en el Teatro María Isabel de Madrid el 2 de marzo de 1934.
En 1935, se estrenó con el mismo título una adaptación cinematográfica realizada en Hollywood y dirigida por Louis King.

## Argumento
En tono de comedia, la obra gira en torno a las vicisitudes de la joven Angelina, cuya mano está a punto de ser solicitada por Rodolfo, por expreso deseo del padre de ella: el brigadier Don Marcial. Agobiada por la situación, Angelina huye con su enamorado Germán. Don Marcial, al enterarse, hiere en duelo a Germán, del que también se entera de que tiene una relación con la madre de Angelina: Doña Marcela. Una súbita aparición de los fantasmas de los padres del brigadier, que le dicen que ellos también fueron infieles en su tiempo, lleva al militar a perdonar a su esposa.

## Personajes
- Angelina Ortiz
- Germán Valderramas
- Brigadier Don Marcial Ortiz
- Rodolfo Álvarez de Castro
- Marcela de Cattaro
- Federico Guzmán
- Luisa y Carlota (hermanas, y amigas de Angelina)
- Don Justo
- Don Elías
- Doña Calixta
- El Capellán
- Pedro

## Algunas representaciones destacadas
- Teatro (estreno), 1934. Intérpretes: Isabel Garcés (Angelina), Alfonso Tudela (Germán), José Isbert (Don Marcial), Antonio Soria (Rodolfo), Julia Lajos (Marcela), María Bru, Rafael L. Somoza o Miguel Armario.
- Cine (Hollywood, 1935). Dirección: Louis King. Intérpretes: Rosita Díaz Gimeno (Angelina), José Crespo (Germán), Julio Peña (Rodolfo), Rina De Liguoro (Marcela).[2]
- Televisión (en el espacio de TVE Primera fila, 13 de mayo de 1964). Director: Gustavo Pérez Puig.[3]
- Televisión (en el espacio de TVE Estudio 1, 16 de diciembre de 1969). Adaptación y dirección: G. Pérez Puig. Intérpretes: Pedro Porcel, Fernando Delgado, Nuria Carresi, Luisa Sala, Manuel Galiana, Mariano Ozores, Nélida Quiroga, Roberto Llamas, José Blanch, Joaquín Pamplona, Pedro Pecci, Juana Azorín, Anastasio Campoy, Rosa Isabel, Mary Merche y Carlos Puig.[4]
- Teatro (reestreno), 1978. Dirección: Gustavo Pérez Puig. Intérpretes: Antonio Garisa, Francisco Valladares, Pilar Bayona, Gemma Cuervo sustituida por María Luisa Merlo, Jaime Blanch, Alejandro Ulloa, José María Escuer, Encarna Abad.
- Teatro (reestreno), 2009. Dirección: Juan Carlos Pérez de la Fuente. Intérpretes: Carolina Lapausa (Angelina), Jacobo Dicenta (Germán), Chete Lera (Don Marcial), Soledad Mallol (Marcela), Paco Blázquez (Federico Guzmán), Luis Perezagua (Don Justo).